# Antas
Antas este o municipalitate din provincia Almería, Andaluzia, Spania, cu o populație de 2.925 locuitori.